# SV-Stoff
 (signalé en juin 2025).
Si vous disposez d'ouvrages ou d'articles de référence ou si vous connaissez des sites web de qualité traitant du thème abordé ici, merci de compléter l'article en donnant les références utiles à sa vérifiabilité et en les liant à la section « Notes et références ».
- Archive Wikiwix
- Bing
- Cairn
- DuckDuckGo
- E. Universalis
- Gallica
- Google
- G. Books
- G. News
- G. Scholar
- Persée
- Qwant
- (zh) Baidu
- (ru) Yandex
- (wd) trouver des œuvres sur Wikidata

Le SV-Stoff, en français : « substance SV », était le nom donné par les ingénieurs allemands pendant la Seconde Guerre mondiale à deux substances à base d'acide nitrique (HNO3) concentré (les pourcentages sont en masse) :
- HNO3 stabilisé par 10 à 15 % d'acide sulfurique H2SO4
- HNO3 stabilisé par 5 % de peroxyde d'azote N2O4

Ce dernier mélange était de l'acide nitrique fumant rouge, dont la couleur provenait du peroxyde d'azote.

## Utilisation
Le SV-Stoff était utilisé comme ergol oxydant dans les recherches sur la propulsion des fusées.